# Björn Gunnarsson
Björn Olof Gunnar Gunnarsson, född 5 april 1948 i Brännkyrka församling i Stockholm, död 23 maj 2022, var en svensk regissör, manusförfattare, ljudtekniker m.m.

## Filmografi

### Regi (urval)
- 1994 – Pillertrillaren
- 1995 – Radioskugga (TV-serie)
- 1997 – Svensson Svensson – filmen
- 1997 – Svensson, Svensson (TV-serie)
- 1999 – Sjätte dagen
- 2001 – Kommissarie Winter. Dans med en ängel
- 2001 – Kommissarie Winter. Rop från långt avstånd
- 2001 – Kommissarie Winter. Sol och skugga
- 2004 – Kommissarie Winter. Segel av sten

### Manus
- 1993 – Rosenbaum. Bländverk
- 1993 – Rosenbaum. Det sista vittnet
- 1993 – Rosenbaum. Målbrott
- 1994 – Pillertrillaren
- 2001 – Kommissarie Winter. Dans med en ängel
- 2001 – Kommissarie Winter. Rop från långt avstånd
- 2001 – Kommissarie Winter. Sol och skugga
- 2004 – Kommissarie Winter. Himlen är en plats på jorden
- 2004 – Kommissarie Winter. Låt det aldrig ta slut
- 2004 – Kommissarie Winter. Segel av sten
- 2007 – Isprinsessan